# Heteropholis nigrescens
Heteropholis nigrescens är en gräsart som först beskrevs av George Henry Kendrick Thwaites, och fick sitt nu gällande namn av Charles Edward Hubbard. Heteropholis nigrescens ingår i släktet Heteropholis och familjen gräs. Inga underarter finns listade i Catalogue of Life.